# Rio Cipamaroti
O rio Cipamaroti é um rio brasileiro do estado do  Rio Grande do Sul.